# Archeus
Archeus, ou Arkhaios, ou Archée. Archée, mot grec : « principe ».
Paracelse utilise cette notion. Pour Paracelse, l'archée opère la transformation des aliments, qui est une transmutation (Sämtliche Werke, t. XIV : Philosophia magna, p. 218). Cette force sépare et transforme la nourriture en sang et en chair. Selon Strebel, c'est le démon du métabolisme. L'archée transforme également les remèdes, ou le corps du Christ en corps éternel. De façon générale, elle est un principe de séparation et de transformation dans la nature (Paracelse, Albin Michel, coll. « Cahiers de l'hermétisme », 1980, p. 154-155).
Dans les traités d'alchimie, Archée désigne en général la polarité positive de la Lumière Astrale (correspondant au Soufre alchimique), mais il faut savoir que les auteurs de ces traités ont souvent fait en sorte de mélanger les notions pour « égarer les insensés ».
Par ailleurs, Archées est un écrit attribué à Michel Tabachnik, chef d'orchestre franco-suisse. Impliqué, dans l’affaire de l'Ordre du Temple Solaire (OTS), au motif de ce texte ésotérique et incompréhensible, à part sans doute pour son auteur, le musicien a été innocenté par la double relaxe des justices suisse et française de toute influence ou responsabilité que lui-même ou ce texte auraient pu avoir dans les massacres liés à la secte, un des points avancés par les avocats des victimes de la défense lors du procès.
Voir aussi 
- Alchimie
- Mercure (alchimie)
- Ordre du Temple solaire
- Paracelse
- VRIL